# Prosopocera nigropunctosa
Prosopocera nigropunctosa là một loài bọ cánh cứng trong họ Cerambycidae.